# Louis Zukofsky
Louis Zukofsky, né le 23 janvier 1904 à New York et mort le 12 mai 1978 à Port Jefferson, est un poète américain d'origine lituanienne considéré comme l'un des pères et théoriciens de l'objectivisme.

## Biographie
Fils de parents juifs lituaniens, Louis Zukofsky naît dans le quartier new-yorkais de Lower East Side. Il parle presque uniquement le yiddish à la maison et, pendant sa jeunesse, assiste à des représentations théâtrales dans cette langue de pièces de William Shakespeare, Henrik Ibsen, August Strindberg et Léon Tolstoi. Il lit également en yiddish des traductions du Chant de Hiawatha de Henry Longfellow et de Prométhée enchaîné d'Eschyle. Il n'entre en contact réel avec l'anglais que sur les bancs d'école. Pourtant, à l'âge de onze ans, il a déjà lu toute l'œuvre de Shakespeare dans le texte original.
Issu d'une famille pauvre, Louis Zukofsky amorce néanmoins des études supérieures, d'abord au City College of New York, puis à l'université Columbia, où il étudie notamment la philosophie. Grâce à une thèse sur l'historien Henry Adams, il obtient une maîtrise universitaire ès lettres en 1924. Sa pensée est profondément marquée par celle de Karl Marx et par celle de Baruch Spinoza.
Il entre en contact avec Ezra Pound en 1927 en lui envoyant son premier poème achevé Poem Beginning « The ». Ezra Pound intercède alors auprès d'Harriet Monroe afin qu'elle donne la direction à Louis Zukofsky d'un numéro spécial de sa revue Poetry. Ainsi va naître le numéro Objectivist de 1929. Au sommaire, Louis Zukofsky propose notamment Charles Reznikoff, George Oppen, Carl Rakosi parmi les jeunes poètes. Il publie aussi William Carlos Williams et, évidemment, Ezra Pound. Ce numéro sera suivi d'une anthologie Objectivist et de la publication de différents ouvrages, d'abord aux éditions To Publishers puis aux Objectivist Press.
Le poète a écrit une œuvre unique sa vie durant, intitulée « A ». Il est aussi l'auteur de nombreux autres ouvrages : recueils, essais, anthologies, nouvelles et romans.
Louis Zukofsky est le père du violoniste Paul Zukofsky.

## Œuvres en français
- Le Style Apollinaire, René Taupin et Louis Zukofsky, les Presses modernes, 1934.
- Objectif & deux autres essais, traduit par Pierre Alferi, Un bureau sur l'Atlantique/Royaumont, 1989, réédition Héro-Limite, 2019.
- « A » sections 1 à 7, traduit par Serge Gavronsky et François Dominique, Ulysse fin de Siècle, 1994.
- « A » sections 8 à 11, traduit par Serge Gavronsky et François Dominique, Ulysse fin de Siècle, 2001.
- « A » section 12, traduit par Serge Gavronsky et François Dominique, Ulysse fin de Siècle/Virgile, 2003.
- « A » 9 (première partie), traduit par Anne-Marie Albiach, Éric Pesty Éditeur, 2011.
- « A » section 13 à 18, traduit par Serge Gavronsky et François Dominique, Ulysse fin de Siècle/Virgile, 2014.
- 80 Fleurs, traduit par Abigail Lang, Éditions Nous, 2018.
- Le poème commençant par « la », traduit par Philippe Blanchon, Éditions de la Nerthe, 2019.
- Des je (prononcé yeux), suivi de Après des je, traduit par Benoît Turquety, Éditions Héros-Limite, 2019.
- « A » [1 à 23], traduit par Serge Gavronsky et François Dominique, Nous, 2020
- Arise, arise, traduit par Philippe Blanchon, L'Extrême Contemporain, 2022
- Ferdinand, traduction et postface de Philippe Blanchon, préface de Pierre Parlant, Éditions Nous, 2024  (ISBN 978-2370841278)
- 55 poèmes, traduit par Benoît Turquety, Éditions Héros-Limite, 2024.

### Collectifs
- Lecture de la poésie américaine, Serge Fauchereau, Minuit, 1968 ; édition augmentée et illustrée, Somogy, 1998
- 41 poètes américains d'aujourd'hui, Serge Fauchereau, 41 Poètes américains d'aujourd'hui, Denoël/Lettres Nouvelles, 1970
- Vingt poètes américains, traduit par Anne-Marie Albiach, Jacques Roubaud et Michel Deguy éd., Du monde entier/Gallimard, 1980.
- Jacques Roubaud : Traduire Journal, Now/Nous, 2000.